# Făgețelu
Făgețelu è un comune della Romania di 1 340 abitanti, ubicato nel distretto di Olt, nella regione storica della Muntenia. 
Il comune è formato dall'unione di 6 villaggi: Bâgești, Chilia, Făgețelu, Gruiu, Isaci, Pielcani.